# Erich Scheurmann
Erich Scheurmann (* 24. November 1878 in Hamburg; † 4. Mai 1957 in Armsfeld) war ein deutscher Maler und Schriftsteller. Bekannt geworden ist er als Verfasser des Buchs Der Papalagi (1920), das in den 70er Jahren zum Bestseller wurde. In den 1930er Jahren verschrieb er sich der nationalsozialistischen Ideologie.

## Leben
Karl Erich Scheurmann wurde in Hamburg geboren, wo er die Realschule zu Altona besuchte. Im Alter von neunzehn Jahren unternahm er eine Wanderung durch Deutschland. Nach dem Besuch von Kunstschulen in Hamburg und Nürnberg studierte er bis 1900 an der Münchener Kunstakademie. Ab 1903 lebte er am Bodensee auf der Halbinsel Höri. Dort traf er in den Jahren von 1904 bis 1907 mit dem fast gleichaltrigen Hermann Hesse zusammen.
1914 erhielt er vom Berliner Verleger Gustav Müller-Grote (1867–1949) einen Vorschuss über 1000 Mark für eine Südsee-Geschichte. Scheurmann reiste nach Samoa, dessen westlicher Teil zu diesem Zeitpunkt noch unter deutscher Kolonialherrschaft stand. Er wurde dort vom Ausbruch des Ersten Weltkrieges und der Übernahme der Kolonie durch neuseeländische Truppen überrascht. 1915 gelang es Scheurmann, aus Samoa in die USA auszureisen. Dort schrieb er an dem wohl bekanntesten Text der deutschen Samoa-Literatur mit dem Titel Der Papalagi. Er arbeitete darüber hinaus als Prediger für das Deutsche Rote Kreuz. 1916 wurde er als feindlicher Ausländer interniert. Im Mai 1918 kehrte er nach Deutschland zurück.
Während der Weimarer Republik lebte Scheurmann zunächst am Bodensee. Politisch lässt er sich dem kolonialrevisionistischen Lager zuordnen. Anfang der 1930er Jahre zog er nach Armsfeld bei Bad Wildungen. Dort betätigte er sich als Landschaftsmaler. Eines seiner Bilder soll im Münchener Haus von Hitler gehangen haben. Verschiedentlich verkaufte Scheurmann auch Bilder „des Führers“. Während der Zeit des Nationalsozialismus war Scheurmann auf finanzielle Zuwendungen aus der Künstlersozialkasse des Propagandaministeriums angewiesen. Gutachten bestätigen seine Linientreue: Scheurmann galt bei den Nationalsozialisten als politisch zuverlässig, seine Bücher brächten deren rassistische Prinzipien zum Ausdruck. Seit 1937/38 war er Mitglied der NSDAP (Nr. 5400638). Er war als Volkstumswart und Blockwart aktiv und engagierte sich als Leiter einer Ortsgruppe des Vereins der Auslandsdeutschen. Um als Maler ausstellen zu können, wurde Scheurmann Mitglied der Reichskammer der Künste. Um publizieren zu können, beantragte er die Aufnahme in die Reichsschrifttumskammer. Dort denunzierte er die Verlagsbuchhandlung Grote in Berlin, weil sie im Widerspruch zur nationalsozialistischen Weltanschauung ausländische Autoren bevorzuge. Der Verlag hatte die Publikation von Scheurmanns Roman Urte trotz dessen enger Anlehnung an die NS-Ideologie aus literarischen und unternehmerischen Gründen abgelehnt. Scheurmann pflegte den Kontakt mit dem Ludendorffs-Verlag und korrespondierte mit dem als Kolonialschriftsteller bekannt gewordenen Gustav Frenssen. Während des Zweiten Weltkrieges war er als „Hilfslehrer“ (als Leiter einer Volksschule) tätig.

## Rezeption
Scheurmanns einziger literarischer Erfolg war und blieb über seinen Tod im Jahr 1957 hinaus Der Papalagi. Die Reden des Südseehäuptlings Tuiavii aus Tiavea (1920). Das Samoa-Büchlein bringt ein zeitgenössisches, sich schon vor dem Krieg beispielsweise in Hans Paasches Die Forschungsreise des Afrikaners Lukanga Mukara ins innerste Deutschland (1912/13) äußerndes Unbehagen in der Kultur zum Ausdruck. Als Zivilisationskritiker vertritt die fiktive Figur des Tuiavii Positionen, die ihn nicht als Samoaner, sondern vielmehr als einen Repräsentanten der deutschen Lebensreform-Bewegung ausweisen. Dessen Reden avancierten schließlich zu einem Kultbuch der 1968er Kulturrevolution und der grün-alternativen Bewegung. Die Neuedition eines Schweizer Verlags wurde auch vom Deutschen Taschenbuch Verlag vertrieben, ohne dass dort die Sympathien des Autors für Hitler und sein Arrangement mit den Nationalsozialisten Erwähnung fanden. Aus diesem Grund hielt sich Der Papalagi auch in deutschen Lehrplänen noch bis Anfang des 21. Jahrhunderts als „bewährte Lektüre“ (Hessen), um „interkulturelle Bildung“ (Berlin), die „Auseinandersetzung mit dem Fremden“ (Bremen) oder „Zivilisationskritik“ (Nordrhein-Westfalen) zu fördern.

## Werke (Auswahl)
- Ein Weg. Grote, Berlin 1911.
- Abseits. Erzählungen. Grote, Berlin 1913.
- Paitea und Ilse. Eine Südseegeschichte. Grote, Berlin 1919.
- Der Papalagi. Die Reden des Südseehäuptlings Tuiavii aus Tiavea. Erstauflage Felsen, Buchenbach (Baden) 1920. Neuauflage bei C. W. Leske 1952, zahlreiche Ausgaben ab 1973, z. B. Tanner & Staehelin,  Zürich 1977; Deutscher Taschenbuchverlag (dtv), München 1991.
- Adam. Eine Legende. Felsen, Buchenbach (Baden) 1921.
- Erwachen. Ein Südseeroman. Felsen, Buchenbach (Baden) 1921.
- Handbuch der Kasperei. Vollständiges Lehrbuch des Handpuppenspieles. Felsen, Buchenbach (Baden) 1924.
- Das Hohe Lied der Kultur. Felsen, Buchenbach (Baden) 1924.
- Samoa. Ein Bilderwerk. 1. Aufl. im Eigenverlag 1926; 2. Aufl., See, Konstanz 1927. Bearbeitete Neuauflage: Samoa gestern. Eine Dokumentation mit Fotografien von 1890–1918 und Text von Erich Scheurmann. Tanner & Staehelin, Zürich 1978. Samoa aus der Sicht des Papalagi. Ein Bericht mit vielen historischen Fotografien. Heyne, München 1990.
- Die Lichtbringer. Die Geschichte vom Niedergang eines Naturvolks. Leben und Dichtung in neunzehn Bildern (1927/28). Ludendorffs, München 1935.
- In Menschenspuren um die Welt. Ein Buch der Sehnsucht und der Erfüllung. Brunnen, Berlin 1929.
- Erinnerungen aus der Besetzungszeit Samoas. Bing, Korbach 1935.
- Zweierlei Blut. Ein Südsee-Roman. Ludendorffs, München 1936.

- Ein Besuch im Samoadorfe. In: Köhler’s illustrierter deutscher Kolonialkalender 1938. Minden: Köhler, 1937, S. 84–88.

- Ulfs Geschlecht. Eine Erzählung aus germanischer Vorzeit. Deutsche Revolution, Düsseldorf 1938.

- Im Banne der Leidenschaft. Der Roman einer grossen Liebe. Familienfreund, Stuttgart 1954.